# Auxon-Dessus
Auxon-Dessus [oksɔ̃ dəsy] ist ein Ort und eine ehemalige französische Gemeinde mit 1.120 Einwohnern (Stand: 1. Januar 2022) im Département Doubs in der Région Bourgogne-Franche-Comté. Die Gemeinde gehörte zum Arrondissement Besançon.
Der Erlass des Präfekten vom 29. September 2014 legte mit Wirkung zum 1. Januar 2015 die Eingliederung von Auxon-Dessus als Commune déléguée zusammen mit der früheren Gemeinde Auxon-Dessous zur Commune nouvelle Les Auxons fest.

## Geografie

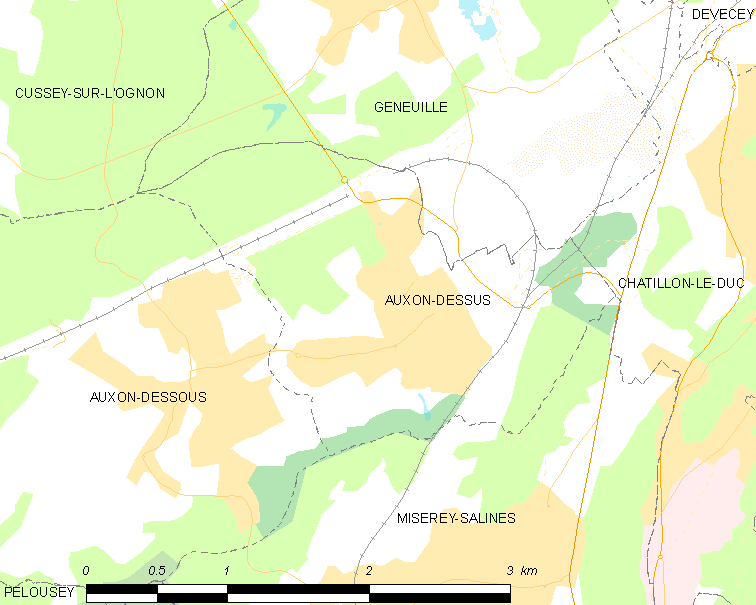
Karte von Auxon-Dessus

Auxon-Dessus liegt auf etwa 247 m, etwa acht Kilometer nordwestlich der Präfektur Besançon und etwa 70 Kilometer östlich der Stadt Dijon (Luftlinie). Die Fläche des 3,88 km2 großen Gebiets der ehemaligen Gemeinde erstreckt sich auf einer Anhöhe oberhalb (frz.: dessus) des Ortsteils Auxon-Dessous und des Baches Ruisseau d’Auxon, einem Zufluss des Ognon. Außerhalb der bebauten Siedlung (24 %) wird das Ortsareal landwirtschaftlich genutzt (32 %) und ist im Norden von Wäldern bedeckt (40 %).
Umgeben wird der Auxon-Dessus von vier Nachbargemeinden und der Commune déléguée Auxon-Dessous:
| Cussey-sur-l’Ognon (Berührungspunkt) | Geneuille                                   |                  |
| Auxon-Dessous (Les Auxons)           | Kompassrose, die auf Nachbargemeinden zeigt | Châtillon-le-Duc |
|                                      | Miserey-Salines                             |                  |

## Geschichte
Das Gebiet von Auxon-Dessus war schon zur Römerzeit besiedelt und wurde von der Straßenverbindung von Besançon nach Langres durchquert. Entlang dieser Achse wurden die Ruinen eines den Göttern Apollon und Merkur gewidmeten Monuments, die Ruinen einer römischen Villa und anderer Gebäude gefunden. Bei Ausgrabungen sowie Straßenbauarbeiten im 20. Jahrhundert erschienen Gebäudegrundrisse sowie eine meterdicke Schuttschicht.
Es ist wahrscheinlich, dass das kleine Dorf während der Invasionen der Burgunden und Hunnen im Winter 406 zerstört wurde, als der Rhein zufror und den einfallenden Horden so einen trockenen Durchzug ermöglichte.
Im Hochmittelalter wurde 1098 erstmals die Ortschaft Ausona oder Alsona erwähnt. Im Lauf der Zeit wandelte sich ihre Schreibweise über Asson Villa (1244), Osson (1311) und Auxon-la-ville zu Auxon Dessous. Die Ortsbewohner hießen auf Französisch les Mounas. Aus dem Jahr 1275 und dem Zeitraum 1552–1882 ist das Funktionieren einer Wassermühle überliefert. Im März 1611 beschloss der Rat von Besançon die Errichtung einer Tuch- und einer Seidenspinnerei. Zehntausend weiße Maulbeerbäume wurden von einem Händler in Lyon gekauft. Der Name der Einwohner, die „Ch’nillons“, stammt wahrscheinlich von ihrem Interesse an der Seidenraupenzucht.
Ein katastrophaler Dorfbrand zerstörte am 4. April 1700 die Siedlung und ließ nur vier Häuser sowie Teile von Kirche und Schloss übrig. Das Gebiet wurde vom Kapitel des Erzbistums Besançon übernommen, das bis zum Ende des 18. Jahrhunderts die schrittweise Umsiedlung von etwa dreißig Familien ermöglichte.
Der Deutsch-Französische Krieg von 1870 war für Auxon-Dessus und von Cussey sur l'Ognon besonders heftig, mit dreitägigen Kämpfen zwischen Charles Denis Bourbakis Armee und der deutschen Kavallerie aus dem Großherzogtum Baden. Die Bäume der Kiefernwälder enthalten noch immer viele Granatsplitter. Im selben Jahrhundert wurden 1856 eine Dorfschule errichtet und 1876 der Bahnhof an der Bahnstrecke Besançon-Viotte–Vesoul eröffnet. Er wurde abgerissen, um Platz zu machen für die 2011 eröffnete TGV-Stichstrecke nach Besançon. Die 1878 eröffnete und 1964 aufgegebene Zweigstrecke Montagney–Miserey umrundete die beiden Ortsteile von Les Auxons an deren Süd- und Westrand.
Von 1939 bis 1945 sind Aktionen der Résistance zu verzeichnen, obwohl in dem von 1842 bis 1845 aus den Steinen eines alten Bauernhofs aus dem Jahr 1600 erbauten Schloss eine Kommandantur existierte.

## Bevölkerung
| Auxon-Dessus: Einwohnerzahlen von 1793 bis 2020                                                                            | Auxon-Dessus: Einwohnerzahlen von 1793 bis 2020 | Auxon-Dessus: Einwohnerzahlen von 1793 bis 2020 | Auxon-Dessus: Einwohnerzahlen von 1793 bis 2020 | Auxon-Dessus: Einwohnerzahlen von 1793 bis 2020 |
| --- | ----------------------------------------------- | ----------------------------------------------- | ----------------------------------------------- | ----------------------------------------------- |
| Jahr |                                                 |                                                 |                                                 | Einwohner                                       |
| 1793 | 1793                                            |                                                 | 210                                             | 210                                             |
| 1800 | 1800                                            |                                                 | 208                                             | 208                                             |
| 1806 | 1806                                            |                                                 | 244                                             | 244                                             |
| 1821 | 1821                                            |                                                 | 251                                             | 251                                             |
| 1831 | 1831                                            |                                                 | 233                                             | 233                                             |
| 1836 | 1836                                            |                                                 | 236                                             | 236                                             |
| 1841 | 1841                                            |                                                 | 220                                             | 220                                             |
| 1846 | 1846                                            |                                                 | 213                                             | 213                                             |
| 1851 | 1851                                            |                                                 | 220                                             | 220                                             |
| 1856 | 1856                                            |                                                 | 198                                             | 198                                             |
| 1861 | 1861                                            |                                                 | 198                                             | 198                                             |
| 1866 | 1866                                            |                                                 | 207                                             | 207                                             |
| 1872 | 1872                                            |                                                 | 193                                             | 193                                             |
| 1876 | 1876                                            |                                                 | 202                                             | 202                                             |
| 1881 | 1881                                            |                                                 | 203                                             | 203                                             |
| 1886 | 1886                                            |                                                 | 203                                             | 203                                             |
| 1891 | 1891                                            |                                                 | 219                                             | 219                                             |
| 1896 | 1896                                            |                                                 | 193                                             | 193                                             |
| 1901 | 1901                                            |                                                 | 183                                             | 183                                             |
| 1906 | 1906                                            |                                                 | 176                                             | 176                                             |
| 1911 | 1911                                            |                                                 | 202                                             | 202                                             |
| 1921 | 1921                                            |                                                 | 174                                             | 174                                             |
| 1926 | 1926                                            |                                                 | 181                                             | 181                                             |
| 1931 | 1931                                            |                                                 | 147                                             | 147                                             |
| 1936 | 1936                                            |                                                 | 160                                             | 160                                             |
| 1946 | 1946                                            |                                                 | 153                                             | 153                                             |
| 1954 | 1954                                            |                                                 | 159                                             | 159                                             |
| 1962 | 1962                                            |                                                 | 138                                             | 138                                             |
| 1968 | 1968                                            |                                                 | 141                                             | 141                                             |
| 1975 | 1975                                            |                                                 | 265                                             | 265                                             |
| 1982 | 1982                                            |                                                 | 705                                             | 705                                             |
| 1990 | 1990                                            |                                                 | 797                                             | 797                                             |
| 1999 | 1999                                            |                                                 | 740                                             | 740                                             |
| 2006 | 2006                                            |                                                 | 1.039                                           | 1.039                                           |
| 2013 | 2013                                            |                                                 | 1.177                                           | 1.177                                           |
| 2020 | 2020                                            |                                                 | 1.145                                           | 1.145                                           |
| Quelle(n): EHESS/Cassini bis 1999, INSEE ab 2006 Anmerkung(en): Ab 1962 offizielle Zahlen ohne Einwohner mit Zweitwohnsitz |                                                 |                                                 |                                                 |                                                 |

Die Einwohnerzahl von Auxon-Dessus lag bis zum letzten Viertel des 20. Jahrhunderts im Bereich von 200, seitdem wurde aufgrund der Nähe zum Ballungsraum Besançon eine starke und anhaltende Bevölkerungszunahme verzeichnet.

## Sehenswürdigkeiten
- Kirche Saint-Pierre. Sie birgt zahlreiche Ausstattungsgegenstände, die in der Base Palissy gelistet sind, darunter eine große Anzahl, die als Monument historique der beweglichen Objekte klassifiziert sind.
- Schloss aus dem 19. Jahrhundert
- Calvaire

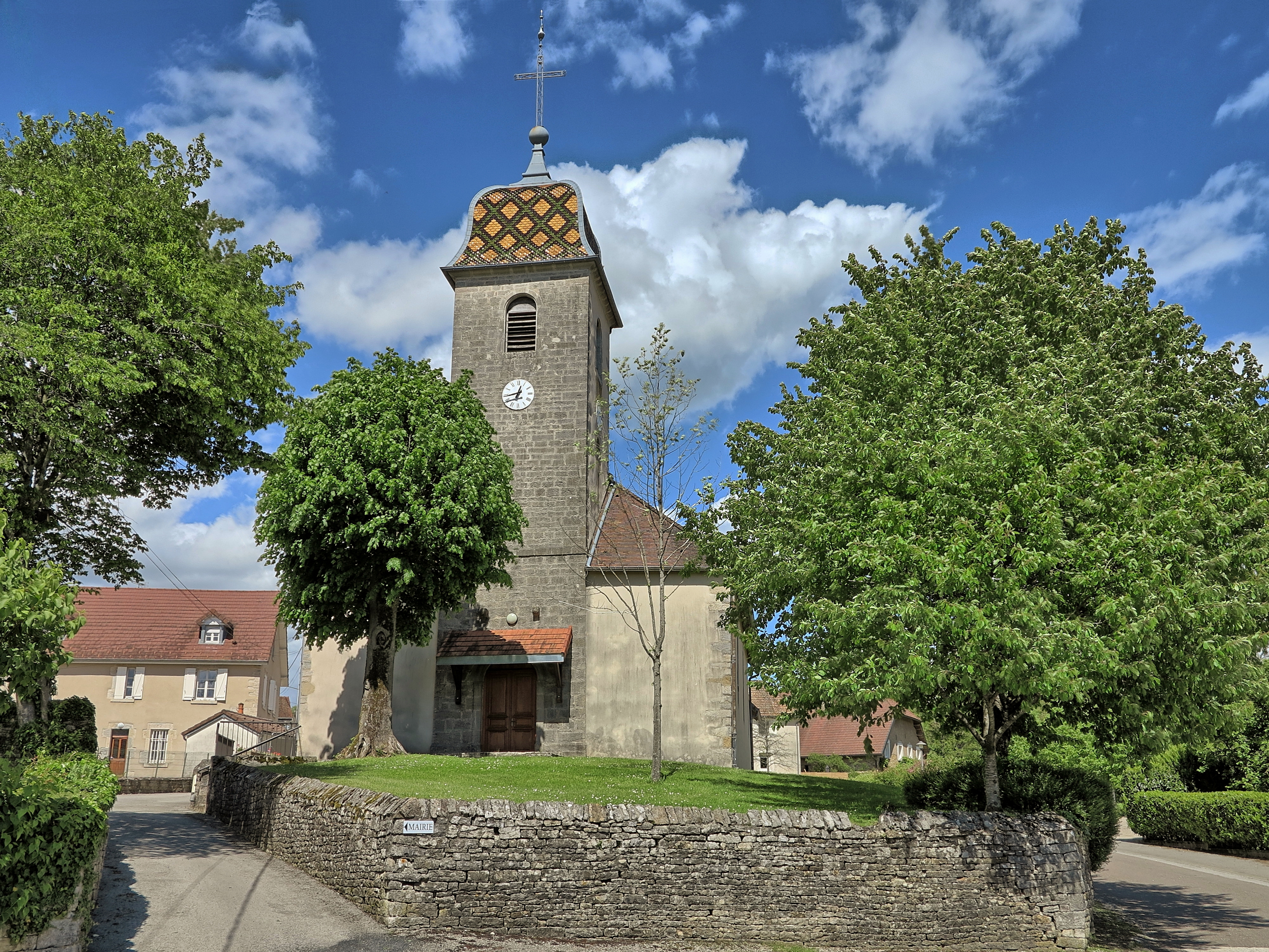
Kirche Saint-Pierre
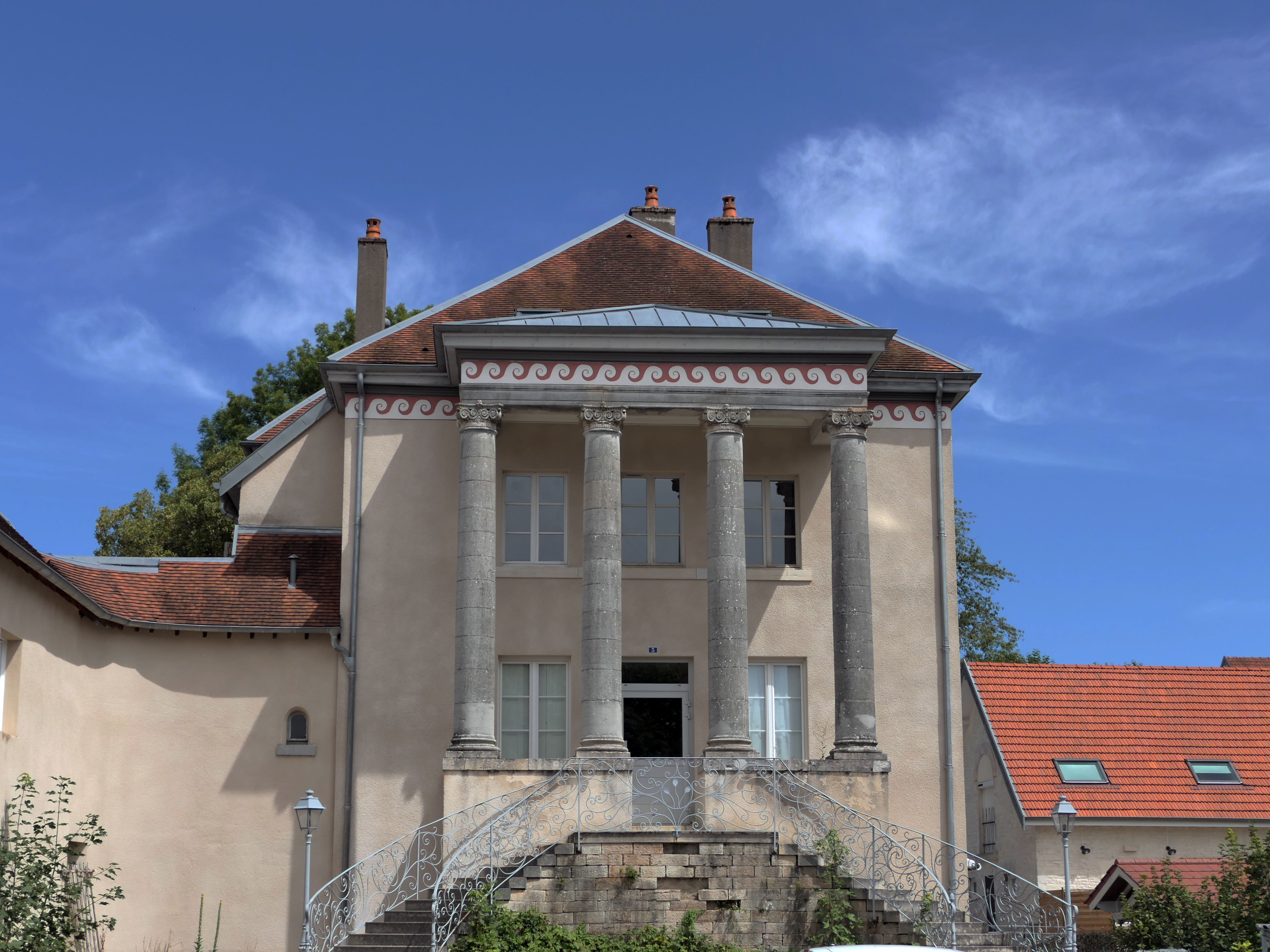
Schloss
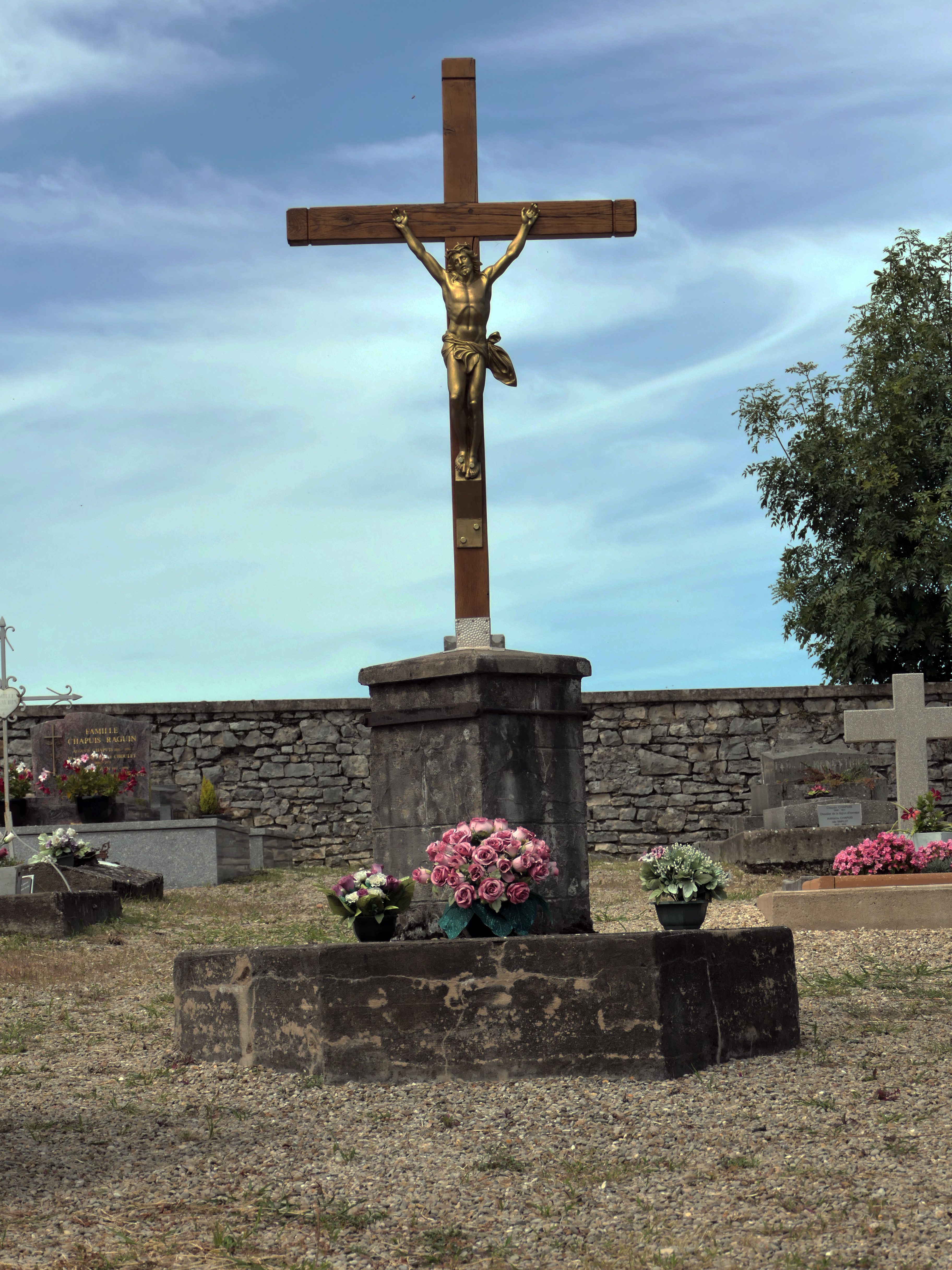
Calvaire